# Phacellini
Phacellini – plemię chrząszczy z rodziny kózkowatych i z podrodziny zgrzypikowych. 

## Zasięg występowania
Przedstawiciele tego plemienia występują w obu Amerykach od Meksyku na płn. po Chile na płd.

## Systematyka
Do Phacellini należą 24 gatunki i 7 rodzajów:
- Brachychilus
- Eurycallinus
- Neobrachychilus
- Phacellus
- Piola
- Scolochilus
- Tuberopeplus